# Nycteris woodi
Nycteris woodi (K. Andersen, 1914) è un pipistrello della famiglia dei Nitteridi diffuso in Africa meridionale.

## Descrizione

### Dimensioni
Pipistrello di piccole dimensioni, con la lunghezza totale tra 86 e 103 mm, la lunghezza dell'avambraccio tra 35 e 42 mm, la lunghezza della coda tra 40 e 55 mm, la lunghezza del piede tra 8 e 10 mm, la lunghezza delle orecchie tra 28 e 35 mm e un peso fino a 9 g.

### Aspetto
La pelliccia è lunga, arruffata e lanuginosa. Il dorso presenta due fasi di colore: una grigia o grigio-argentata, mentre l'altra marrone o bruno-rossastra, talvolta più chiara sulla nuca e sulle spalle e con delle macchie scure sui lati del muso ed alla base delle orecchie, mentre le parti ventrali sono sempre completamente bianche. Il muso è privo di peli e con un solco longitudinale che termina sulla fronte in una profonda fossa. Le orecchie sono grigie, molto lunghe, strette, con l'estremità arrotondata ed unite anteriormente alla base da una sottile membrana cutanea. Il trago è piccolo, a forma di mezzaluna, stretto, con l'estremità appiattita e con un piccolo lobo alla base del margine posteriore. Le membrane alari sono semi-trasparenti e grigie negli individui grigi e bruno-rossastre chiare in quelli brunastri. Gli arti inferiori sono lunghi e sottili, mentre i piedi, le dita e gli artigli sono molto piccoli. La coda è lunga, con l'estremità che termina con una struttura cartilaginea a forma di T ed è inclusa completamente nell'ampio uropatagio. Il cariotipo è 2n=42 FNa=78.

### Ecolocazione
Emette ultrasuoni sotto forma di impulsi a bassa intensità e frequenza modulata iniziale di 55 kHz e finale di 35 kHz, con massima energia a 43 kHz.

## Biologia

### Comportamento
Si rifugia in gruppi fino a 50 individui nelle cavità di grandi alberi, grotte, fessure rocciose, miniere abbandonate e costruzioni. Utilizza differenti siti notturni. Il volo è lento e manovrato.

### Alimentazione
Si nutre di lepidotteri, coleotteri, isotteri, ortotteri, mosche e ragni catturati sulla vegetazione.

### Riproduzione
Femmine gravide sono state catturate a metà agosto, altre che avevano terminato l'allattamento sono state osservate nei primi di gennaio. Danno alla luce un piccolo alla volta l'anno.

## Distribuzione e habitat
Questa specie è diffusa nel Malawi, Zambia, Mozambico, Zimbabwe e Sudafrica settentrionale.
Vive nelle savane alberate, inclusi boschi di miombo e mopane fino a 1.100 metri di altitudine.

## Conservazione
La IUCN Red List, considerato il vasto areale, la popolazione presumibilmente numerosa e la presenza in diverse aree protette, classifica N.woodi come specie a rischio minimo (Least Concern)).